# Orobanche de Mutel
Orobanche mutelii, Phelipanche mutelii
Espèce
L'Orobanche de Mutel (Orobanche mutelii ou Phelipanche mutelii) est une espèce de plantes à fleurs de la famille des Orobanchaceae. C'est une plante parasite des légumineuses, composées et labiées principalement.

## Description

### Appareil végétatif
Cette plante est haute de 5 à 25 cm, pubescente-glanduleuse, à tige en massue à la base, grêle, simple ou rameuse, à écailles peu nombreuses et petites, mesurant 6 à 12 mm de long. 

### Appareil reproducteur

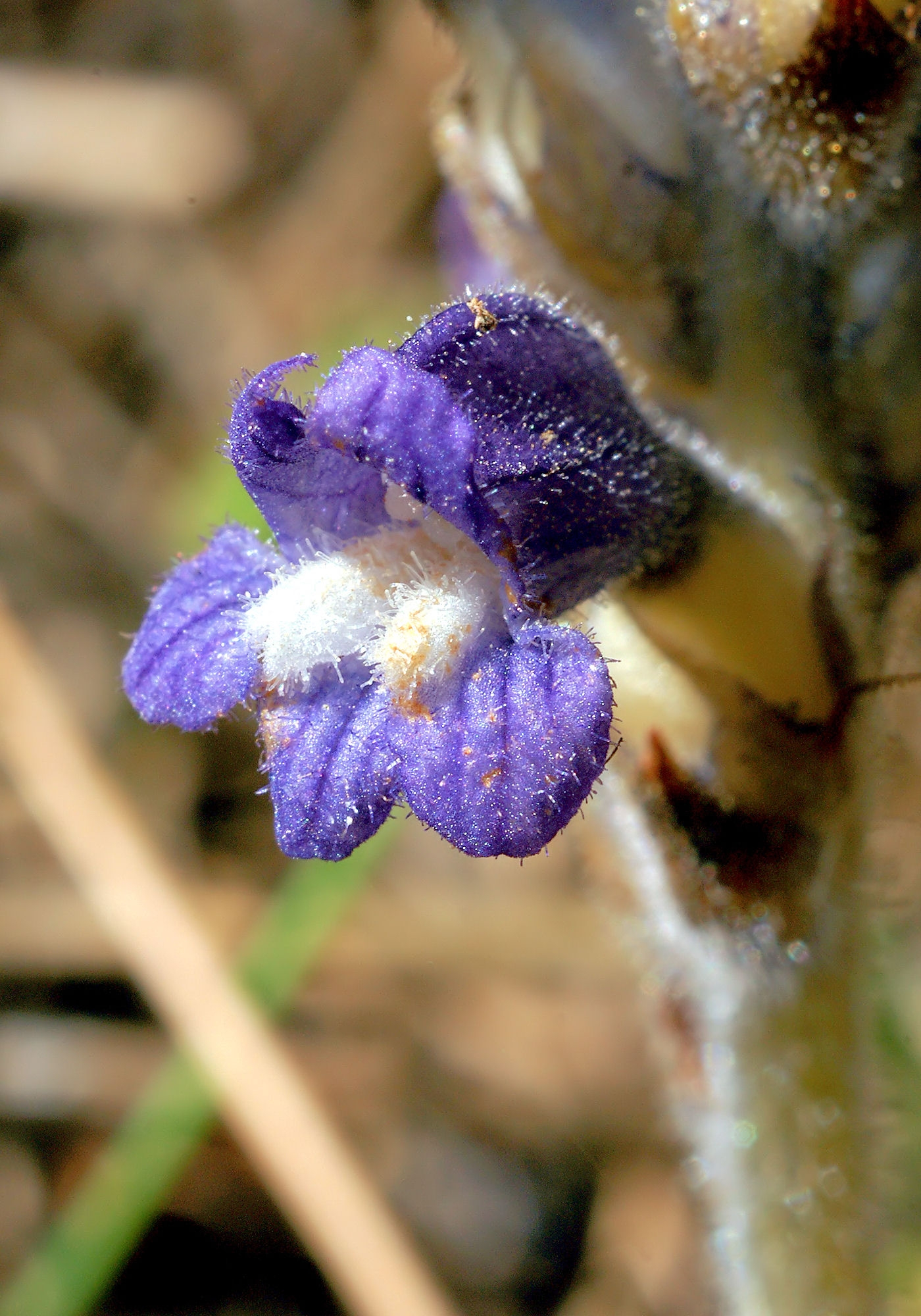
Détail d'une fleur.

Les fleurs sont longues de 15 à 22 mm, fortement penchées-courbées, sessiles, rapprochées en épis multiflores denses et courts, arrondis ou acuminés. Le calice est à lobes courts, lancéolés en alêne, aussi longs que son tube. La corolle est d'un bleu violet pâle, à lobes arrondis, densément pubescents. Les anthères sont glabres ou velues à la base. Le stigmate est blanchâtre ou jaunâtre. 

## Biologie
La floraison a lieu d'avril à juin. Cette orobanche parasite les légumineuses, les composées et les labiées principalement.

## Répartition
L'espèce est présente en région méditerranéenne, au Moyen-Orient, au Maghreb et en Afrique de l'est.

## Taxonomie
Selon l'INPN (14 mars 2021)
- Nom correct : Phelipanche mutelii (Reut.) Pomel, 1874
- Synonymes :

- Kopsia mutelii (F.W.Schultz) Bég., 1902
- Kopsia ramosa subsp. mutelii (F.W.Schultz) Arcang., 1882
- Orobanche brassicae Novopokr., 1929
- Orobanche interrupta Pers., 1806
- Orobanche mutelii F.W.Schultz, 1835
- Orobanche ramosa subsp. mutelii (F.W.Schultz) Cout., 1913
- Orobanche ramosissima Gennari, 1866
- Phelipanche floribunda Pomel, 1874
- Phelipanche hohenackeri (Reut.) Soják, 1972
- Phelipanche tenuiflora Pomel, 1874
- Phelypaea caesia Griseb., 1844
- Phelypaea emarginata Reut., 1847
- Phelypaea hohenackeri Reut., 1847
- Phelypaea macrantha K.Koch, 1844
- Phelypaea mutelii (F.W.Schultz) Reut., 1847
- Phelypaea ramosa subsp. mutelii (F.W.Schultz) Rouy, 1909
- Phelypaea rufescens Griseb., 1844

Selon Plants of the World online (POWO) (14 mars 2021)
- Nom correct : Orobanche mutelii F.W.Schultz, 1835
- Synonymes :

- Kopsia interrupta Dumort.
- Kopsia mutelii (F.W.Schultz) Bég.
- Kopsia panormitana (Lojac.) Lojac.
- Orobanche angustiflora Beck
- Orobanche interrupta Pers.
- Orobanche panormitana (Lojac.) Beck
- Orobanche ramosa Thunb.
- Orobanche rufescens Nyman
- Phelipanche floribunda Pomel
- Phelipanche mutelii (F.W.Schultz) Pomel
- Phelipanche tenuiflora Pomel
- Phelypaea caesia Guss.
- Phelypaea concolor Moris
- Phelypaea elongata Lojac.
- Phelypaea floribunda Pomel
- Phelypaea fulgida Pomel ex Batt.
- Phelypaea macrantha K.Koch
- Phelypaea mauritii Sennen
- Phelypaea mutelii (F.W.Schultz) Reut.
- Phelypaea panormitana Lojac.
- Phelypaea rufescens Griseb.
- Phelypaea tenuiflora Pomel

Selon GBIF (14 mars 2021)
- Nom correct : Phelipanche mutelii (F.W.Schultz) Pomel,  1874
- Synonymes :

- Phelypaea caesia Griseb., 1844
- Phelypaea ramosa var. brevispicata Ledeb.